# Német Davis-kupa-csapat
A német Davis-kupa-csapat képviseli Németországot a Davis-kupa teniszversenyen a Német Tenisz Szövetség irányítása alatt. 
Németország háromszor nyerte el a kupát (1988, 1989, 1993) és kétszer lett második (1970, 1985). 

## Jelenlegi[mikor?]csapat
- Philipp Kohlschreiber
- Benjamin Becker
- Simon Greul
- Christopher Kas
- Florian Mayer
- Michael Berrer
- Andreas Beck
- Mischa Zverev

### Eredmények
Németország
- 1900: nem vett részt
- 1901: rendezvény elmarad
- 1902–1909: nem vett részt
- 1910: rendezvény elmarad
- 1911–1912: nem vett részt
- 1913: elődöntő a rájátszásban (4-1-es győzelem Franciaország ellen, 0-5-ös vereség az Egyesült Államok ellen)
- 1914: elődöntő a rájátszásban (bye, 0-5-ös vereség Ausztrália ellen)
- 1915–1918: rendezvény elmarad
- 1919–1926: nem vett részt